# Josep Danés
Josep Danés i Torras (Olot, 1891-ibídem, 1955) fue un arquitecto español.

## Biografía
Se tituló en 1917. Formó parte de la segunda generación novecentista, surgida tras la Guerra Civil, la cual entroncó con el clasicismo arquitectónico de los años 1920, en contraposición al vanguardismo racionalista practicado durante la Segunda República. Influido por la arquitectura popular catalana, estudió en profundidad la tipología de la masía o casa solariega catalana.
En la posguerra construyó en Barcelona dos iglesias en un estilo renacentista florentino continuador de la línea iniciada por Nicolau Maria Rubió i Tudurí en la iglesia de Santa María Reina. La primera fue la iglesia de Nuestra Señora de la Bonanova (1942-1962), en la plaza de la Bonanova de Sarriá, inspirada en las basílicas paleocristianas; y la iglesia de Nuestra Señora de los Ángeles (1942-1957), situada en la calle de Balmes 78 (esquina Valencia), con ciertas reminiscencias del art déco.
Otras obras suyas son: la fachada de la iglesia de Nuestra Señora del Tura, en Olot (1929); la iglesia parroquial de Ribas de Freser (1940); el Santuario de Nuria (1928-55) y la estación del Cremallera (1930) del mismo lugar; las casas Farjas (1922) y Plana (1927) en Olot; y la masía Mariona (1931) en Mosqueroles.
Escribió diversos libros: Arquitectura popular. Notes referents a masies de Bianya, Castellar de la Muntanya i Valldebac (1919), Antigüetats de Tona (1932), Els costums d'En Santacília (1936).